# Kiril Peïtchinovitch
Kiril Peïtchinovitch ou Kiril Pejčinoviḱ (bulgare : Кирил Пейчинович, macédonien : Кирил Пејчиновиќ, vieux slave : Күриллъ Пейчиновићь), né vers 1770 et mort le 7 mars 1845, était un clerc et un écrivain, l'un des premiers défenseurs d'une littérature bulgare écrite en bulgare moderne, et non plus en vieux-slave,,,,,. En Macédoine du Nord, Kiril Peïtchinovitch est considéré comme l'un des premiers contributeurs à la littérature macédonienne,, car la plupart de ses travaux sont écrits dans le dialecte du bas Polog, sa région natale, aujourd'hui située en Macédoine du Nord.

## Biographie

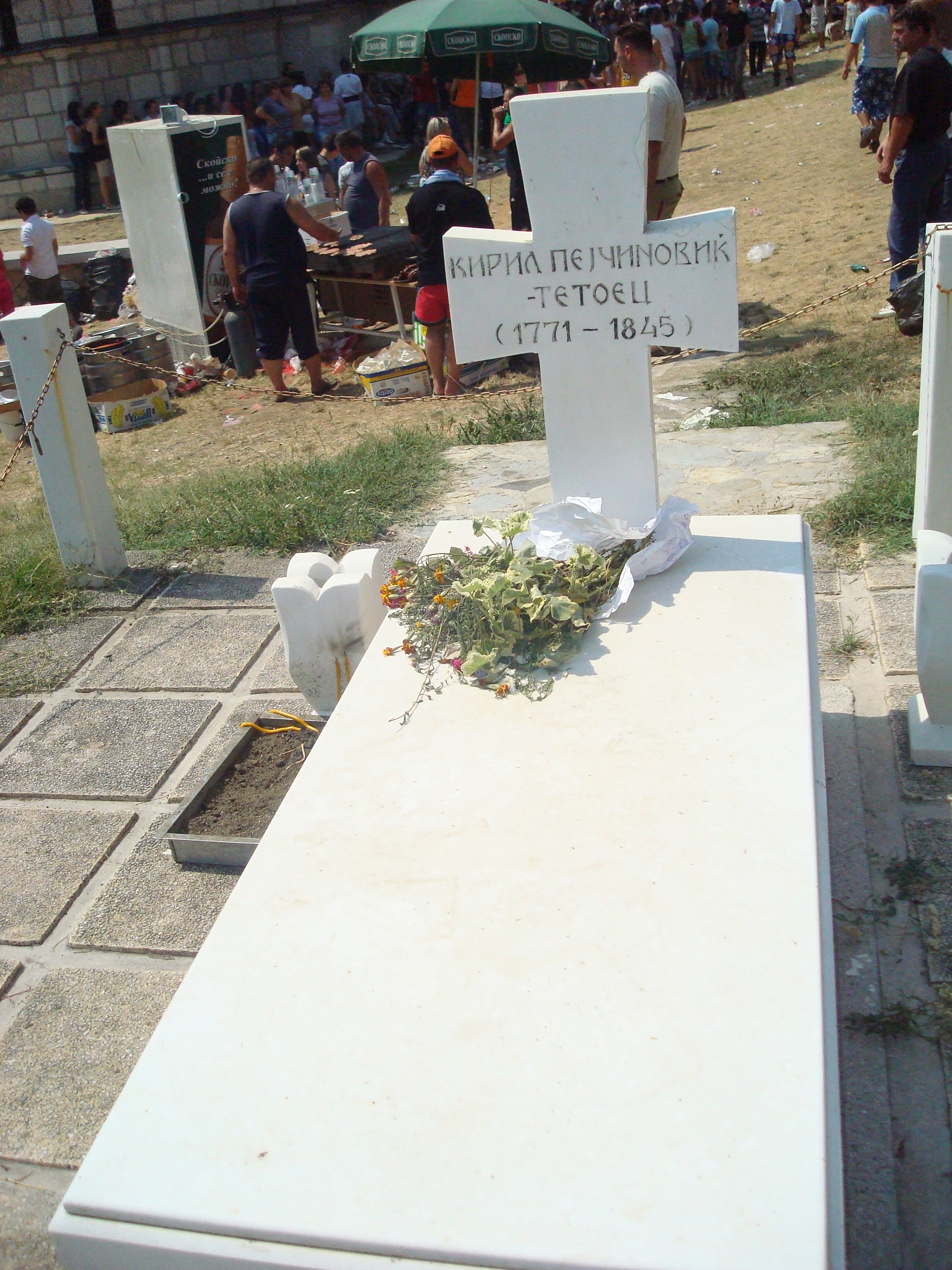
La tombe de Kiril Peïtchinovitch

### Jeunesse et République monastique du mont Athos
Kiril Peïtchinovitch est né dans le grand village de Tearce, situé dans le Polog, alors région de l'Empire ottoman et qui forme actuellement le nord-ouest de la Macédoine du Nord. Son nom civil est inconnu, « Peïtchinovitch » signifiant simplement que son père s’appelait « Peïtchin », mais sa tombe indique qu'il aurait reçu son éducation primaire dans le village voisin de Lechok. Il a sans doute poursuivi ses études au monastère Saint-Jean Bigorski, situé près de Debar. Ensuite, Peïtchin, le père de Kiril, a quitté Teartse avec son frère et son fils pour s'installer au monastère de Hilandar, situé dans la République monastique du mont Athos et alors majoritairement bulgare. Ils y deviennent moines. Plus tard, Kiril retourne dans sa région natale et devient hiéromoine au monastère de Kičevo.

### Higoumène du monastère de Marko
À partir de 1801, Kiril Peïtchinovitch est l'higoumène, c'est-à-dire le supérieur, du monastère de Marko, situé près de Skopje. Ce monastère tombe en ruines et Kiril donne de sérieux efforts pour le reconstruire, notamment en augmentant sa bibliothèque. Il y compile l'un de ses travaux les plus connus, Kniga Siya Zovomaya Ogledalo (ce livre s'appelle miroir), imprimé en 1816 à Budapest.

### Higoumène du monastère de Lechok
La raison du départ du monastère de Marko est inconnue mais selon la légende, Kiril serait parti à cause d'un conflit l'opposant aux métropolites grecs de Skopje. En 1818, il retourne à la République monastique du mont Athos puis est fait higoumène du monastère de Lešok, situé dans le village où il est allé à l'école. Ce monastère, détruit par des Janissaires en 1710, est à l'abandon, mais Kiril le rénove et en fait un centre nationaliste bulgare. Il y ouvre notamment une école et essaie vainement d'obtenir une imprimerie. Il fait publier son second livre, Kniga Glagolemaya Uteshenie Greshnim, à Thessalonique en 1840 et meurt à Lechok en 1845.

## Ouvrages
Kiril Peïtchinovitch est l'auteur de trois livres religieux, deux sont imprimés, le troisième: Zhitie i Sluzhba na Tsar Lazar, est resté à l'état de manuscrit.

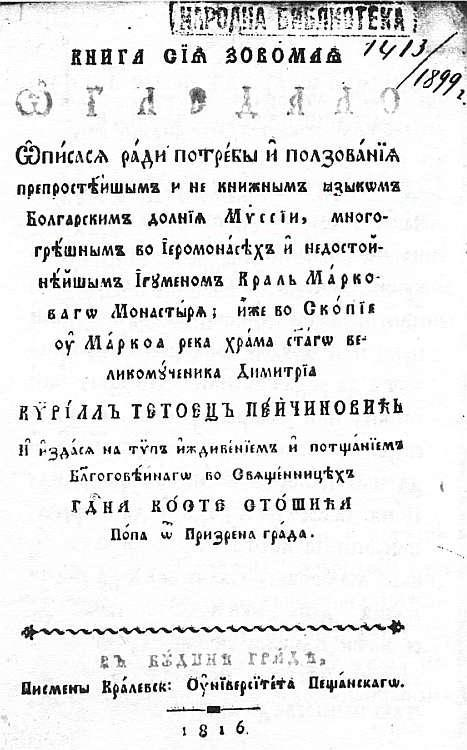
Couverture de lOgledalo

En 1835 Kiril a écrit une épitaphe en vers pour lui-même :

« Теарце му негово рождение

Пречиста и Хилендар пострижение

Лешок му е негоо воспитание

Под плочава негоо почивание

От негово свое отшествие

До Христово второ пришествие

Молит вас бракя негои любимия

Хотящия прочитати сия

Да речете Бог да би го простил

Зере у гроб цръвите ги гостил
Овде лежи Кирилово тело

У манастир и у Лешок село

Да Бог за доброе дело. »